# Municipio de Southside (Kansas)
El municipio de Southside (en inglés: Southside Township) es un municipio ubicado en el condado de Kearny en el estado estadounidense de Kansas. En el año 2010 tenía una población de 264 habitantes y una densidad poblacional de 0,92 personas por km².

## Geografía
El municipio de Southside se encuentra ubicado en las coordenadas 37°51′44″N 101°10′44″O / 37.86222, -101.17889. Según la Oficina del Censo de los Estados Unidos, el municipio tiene una superficie total de 285.67 km², de la cual 285,52 km² corresponden a tierra firme y (0,05 %) 0,15 km² es agua.

## Demografía
Según el censo de 2010, había 264 personas residiendo en el municipio de Southside. La densidad de población era de 0,92 hab./km². De los 264 habitantes, el municipio de Southside estaba compuesto por el 96,59 % blancos, el 0,38 % eran afroamericanos, el 0,38 % eran amerindios, el 0,38 % eran isleños del Pacífico y el 2,27 % eran de una mezcla de razas. Del total de la población el 12,12 % eran hispanos o latinos de cualquier raza.